# Château de Pinterville
Le château de Pinterville construit entre les XVIIe et XIXe siècles, est situé sur la commune de Pinterville, dans le département de l'Eure. 

## Histoire
La première mention du manoir date de 1204. Aujourd'hui détruit, il devait se trouver plus proche de l'Eure que le château actuel.
En 1248, saint Louis donne au neveu de l'évêque d'Évreux Jean de La Cour d'Aubergenville, Guillaume d'Aubergenville, le manoir et la terre de Pinterville.
En février 1260, Pierre de Meulan, fils de Roger et échanson du roi saint Louis, vend la terre de Pinterville, provenant de sa femme Ligarde, à l'archevêque de Rouen Eudes Rigaud, pour 3 200 livres tournois.
Le manoir devint la résidence des archevêques de Rouen, et, en 1304, s'y réunit le concile provincial de la Normandie, à la demande de Guillaume de Flavacourt, qui était composé de l'évêque d'Avranches Geoffroi Boucher, l'évêque d'Évreux Mathieu des Essarts et l'évêque de Séez Philippe le Boulenger.
En 1695, Suzanne Le Page apporte Pinterville dans la famille Le Pesant de Boisguilbert. Son corps principal est bâti par Pierre Le Pesant de Boisguilbert, en 1680. Au XVIIIe siècle, ses descendants ajoutent galeries, pavillons d'angle et ailes. Et en 1840, le pavillon central est rehaussé.
Ce château fut habité par Jacques-Henri Bernardin de Saint-Pierre.
Le château passe à Albert Rostand en 1878, dont la famille le conserve durant plus d'un siècle. Edmond Rostand vint y séjourner en compagnie de ses cousines durant cette période.
Jusqu'à la fin des années 1990, le château subit des pillages répétitifs de la part d'un propriétaire peu scrupuleux. Il est sauvé de la ruine par ses actuels propriétaires qui le font inscrire au titre des monuments historiques en 2015 ; il emporte le label Jardin Remarquable en 2017. Une importante rénovation des façades, des toitures et des charpentes est alors entreprise.

## Protection
Le château de Pinterville fait l'objet d'une inscription au titre des monuments historiques depuis le 24 juillet 2015  après avoir été recensé à l'inventaire général du patrimoine culturel en 1969 .